# Hiram Tuttle
Hiram Edwin Tuttle, född 22 december 1882 i Dexter i Maine, död 11 november 1956 i Fort Riley, var en amerikansk ryttare.
Tuttle blev olympisk bronsmedaljör i dressyr vid sommarspelen 1932 i Los Angeles.